# Gofredo Teles Júnior
Goffredo Carlos da Silva Telles ou, conforme adotou posteriormente, Gofredo da Silva Telles Júnior (São Paulo, 16 de maio de 1915 — São Paulo, 27 de junho de 2009) foi um advogado, jurista e professor universitário brasileiro.
Catedrático da Universidade de São Paulo, foi Diretor e Vice-Diretor da mesma instituição, onde também organizou os cursos de Filosofia, de Teoria Geral do Estado e os de Pós-Graduação. Ajudou a fundar o Instituto Brasileiro de Filosofia.
Participou da elaboração de Constituição de 1946, atuando como deputado federal até 1950.

## Genealogia
Ascendência: era filho de Gofredo Teixeira da Silva Teles e de Carolina Penteado da Silva Teles e, por esta, neto materno de Inácio Leite Penteado e de Olívia Guedes Penteado, tios da mecenas Yolanda Penteado.
Descendência: de seu primeiro casamento, com Lygia Fagundes Teles, teve: o cineasta Gofredo Telles Neto, que foi pai de Lúcia Carolina e Margarida. De seu segundo casamento, com Maria Eugênia Raposo da Silva Telles, teve uma filha, Olívia.

## Biografia

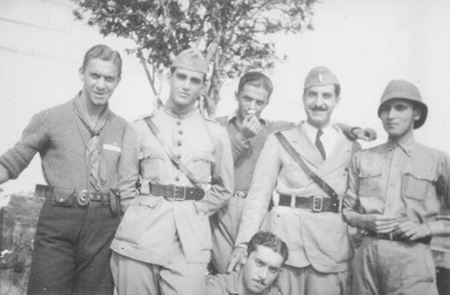
Gofredo, à direita, durante a Revolução Constitucionalista.

Durante a Revolução Constitucionalista de 1932, Gofredo Teles Júnior serviu como voluntário em Guaratinguetá. Na ocasião, seu pai era Prefeito de São Paulo. Em 1933, matriculou-se na Faculdade de Direito da Universidade de São Paulo.

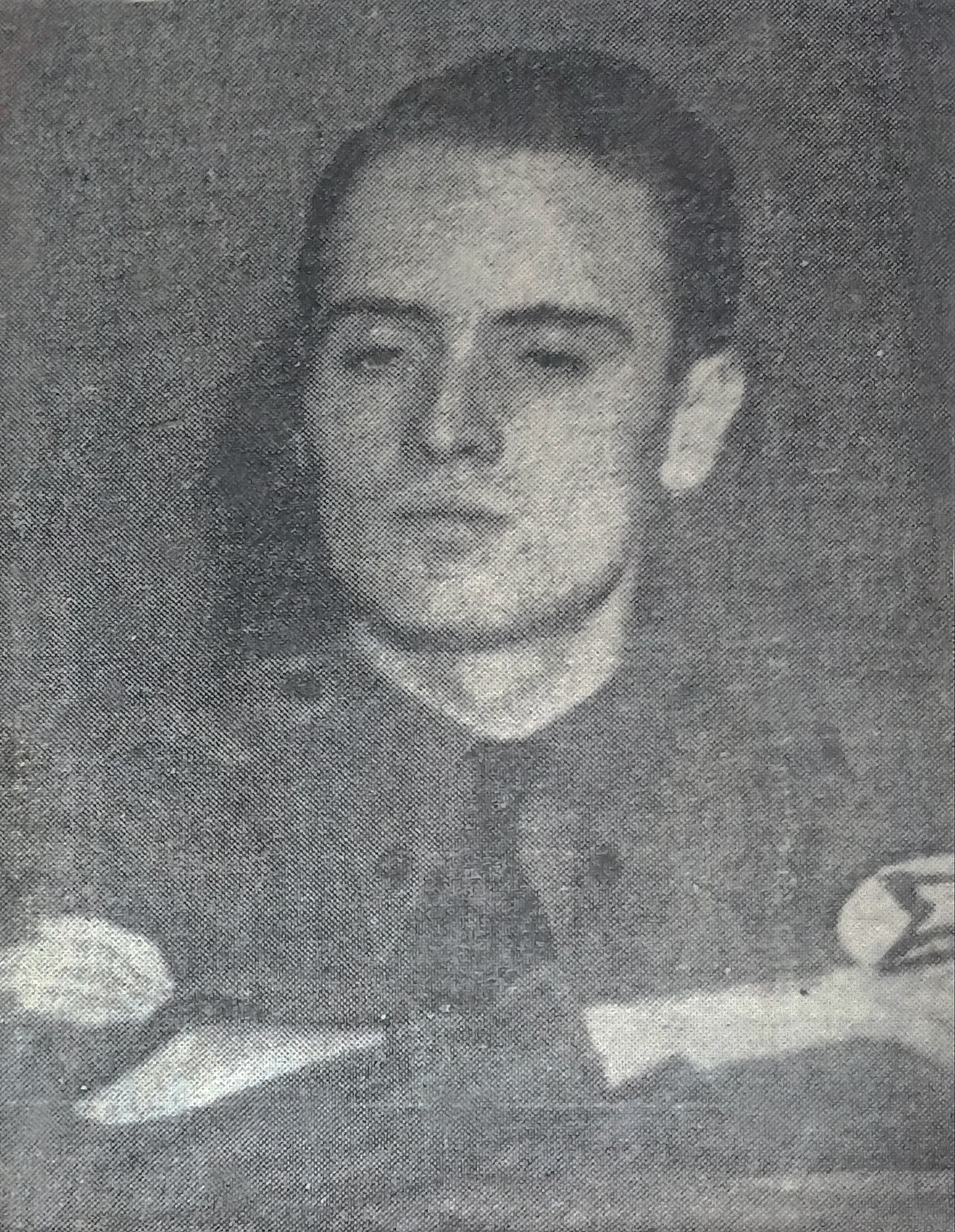
Gofredo com o uniforme da Ação Integralista Brasileira, na década de 1930.

Entre 1932 e 1937, Gofredo Teles Júnior participou ativamente da Ação Integralista Brasileira (AIB), ao lado de seu irmão, Ignácio da Silva Teles. Foi um dos principais dirigentes da Ação Integralista em São Paulo. Percorreu todo o interior paulista em divulgação da doutrina integralista. Em 1934, candidatou-se pela AIB à Assembleia Nacional Constituinte, sendo eleito suplente de deputado. Tendo iniciado uma ativa vida pública, interrompeu-a em 1937, com o Golpe do Estado Novo, passando a se dedicar à advocacia e aos estudos. No ano seguinte, publicou Justiça e júri no Estado Moderno, defendendo um Estado antiliberal e antitotalitário, em contraposição à tendência nazista mundial.

Formou-se em 1937, colando grau em 1938 e casando-se em 1939 com Elza Xavier da Silva. Foi professor de direito na Faculdade de Direito da Universidade de São Paulo (USP), onde lecionou desde 1940, inicialmente como livre docente, depois como professor catedrático. Tomou posse da cadeira Introdução à Ciência do Direito no ano de 1954, e foi vice-diretor da Faculdade de Direito da Universidade de São Paulo de 1966 a 1969, tendo exercido sua diretoria em diversos períodos.

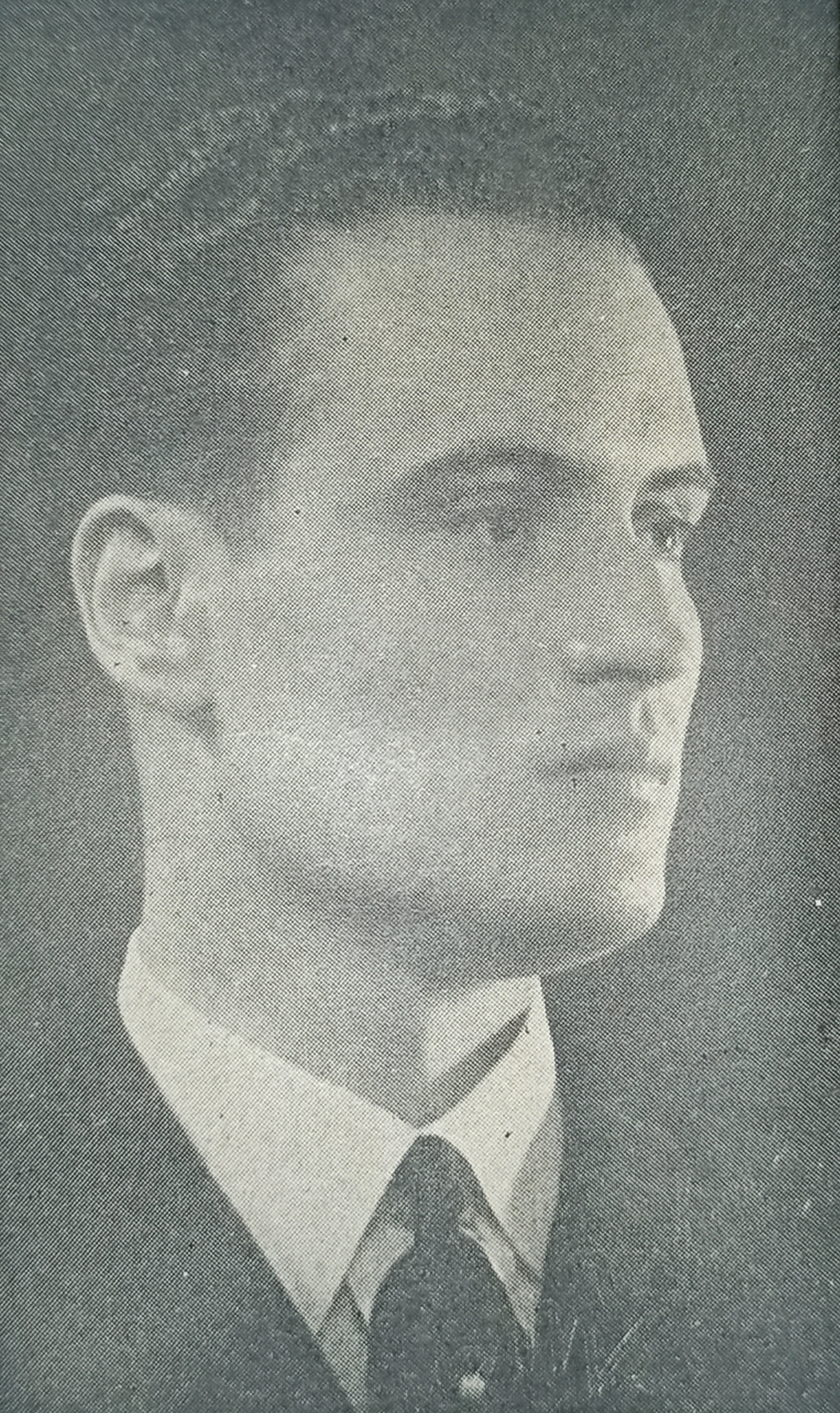
Gofredo Teles Júnior em 1946, quando Deputado Federal.

Em 1946, foi eleito para a Assembleia Nacional Constituinte através do Partido de Representação Popular, associação partidária integralista, presidida por Plínio Salgado. Nos trabalhos constituintes, teve uma atuação polêmica. Dedicou-se especialmente a combater o comunismo e a defender o aumento da arrecadação tributária dos municípios (municipalismo). Defendeu a inclusão do nome de Deus no preâmbulo da Constituição, lutou em defesa da soberania brasileira sobre a Amazônia e preocupou-se com o salário dos trabalhadores, a economia agrária e a Polícia Militar. Entre outras coisas, também atuou na organização fiscal e tributária, na regulamentação do Poder Executivo e na anistia dos presos políticos do Estado Novo. Titular da Comissão Permanente de Segurança Nacional, Gofredo destacou-se na defesa de causas nacionalistas, criticando várias medidas governamentais a seu ver contrárias aos interesses do país. Além disso, empenhou-se nos problemas do algodão, do fio de seda, da brucelose, dos minérios e das areias monazíticas. Em 1947, propôs e aprovou a lei que entronizou o Crucifixo na Câmara dos Deputados, alegando que a política deve se subordinar à moral cristã.

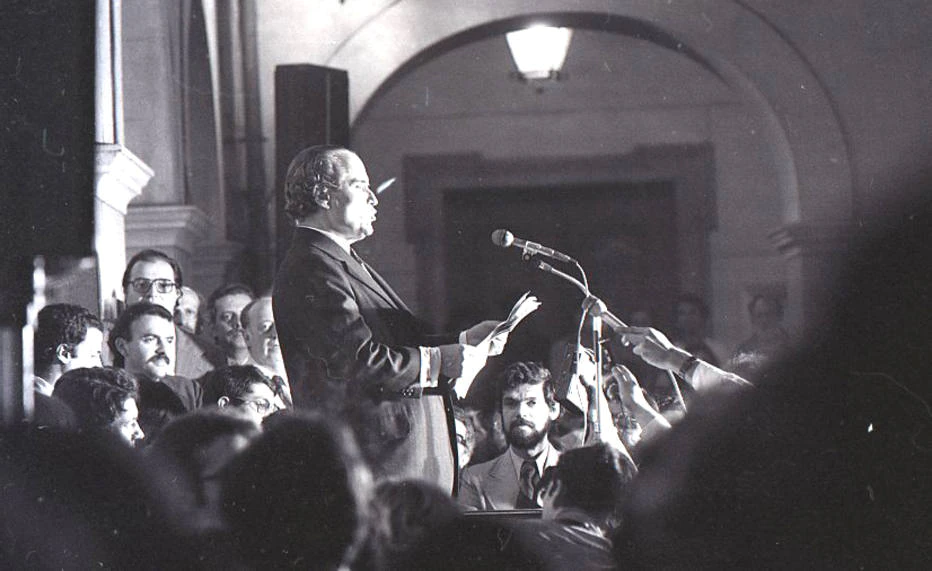
Gofredo durante a leitura da Carta aos Brasileiros, em 1977, no Largo de São Francisco.

Em 1977 foi o principal redator da Carta aos Brasileiros, em que juristas importantes condenavam o regime de exceção e apelavam pelo estado de direito. A escolha de Gofredo para a redação e leitura da Carta foi estratégica, por sua falta de laços com a esquerda e seu repúdio ao marxismo, devido à sua condição de integralista. Imaginou-se que qualquer outro inimigo da ditadura que ousasse protagonizar o famoso evento seria impedido e preso. Com imensa repercussão nacional, a Carta teve destaque em toda a imprensa nacional e manchetes de primeira página nos principais jornais do mundo, sendo traduzida para numerosos idiomas. Gofredo, ao mesmo tempo, dotou a esquerda de argumentos técnicos e poderosos e persuadiu os que ainda acreditavam que os militares eram a única alternativa para o país. No ano seguinte, o Ato Institucional nº 5 foi revogado, e no posterior veio a anistia.
Lecionou durante quase 45 anos. Era considerado o professor mais admirado da Faculdade de Direito. Em 1985, por força de lei, foi aposentado compulsoriamente, ao atingir setenta anos de idade. Pouco depois de sua aposentadoria, e pelo voto unânime do conselho universitário, foi honrado com o título de "Professor Emérito da Universidade de São Paulo".
Em 5 de outubro de 1988, data da promulgação da Constituição Federal, criou, junto aos estudantes Adriano Nunes Carrazza e Cássio Schubsky, o Círculo das Quartas-Feiras, ao qual depois se juntaram outros estudantes da Faculdade de Direito da USP. O "Círculo", como ficou conhecido, se reuniu por anos, semanalmente, para debater temas jurídicos, políticos, literários, históricos etc. O "Círculo" teve importante papel político, com medidas como o primeiro mandado de segurança coletivo do País e as primeiras manifestações pelo impeachment do então presidente da República Fernando Collor de Mello.
Morreu de causas naturais (caquexia) em sua casa no dia 27 de junho de 2009, aos 94 anos de idade.

## Livros publicados
- Justiça e júri no Estado Moderno (1938)
- A definição do Direito (1938)
- O sistema brasileiro de discriminação de rendas (1946)
- Dois problemas brasileiros: o algodão e o fio de seda (1948)
- Tratado da Consequência: curso de lógica formal (1949)
- A criação do Direito, vol. 1 (1953)
- A criação do Direito, vol. 2 (1958)
- A democracia e o Brasil (1965)
- A Filosofia do Direito, vol. 1 (1965)
- A Filosofia do Direito, vol. 2 (1967)
- O Direito Quântico (1971)
- A Constituição, a Assembleia Constituinte e o Congresso Nacional (1986)
- Ética (1988)
- A folha dobrada (1999)
- Iniciação na Ciência do Direito (2001)
- O Povo e o poder (2003)
- Palavras do amigo aos estudantes de Direito (2003)
- O que é a Filosofia do Direito? (2004)
- Estudos (2005)
- Três Discursos (2009)
- Doze Trabalhos: Caminhos do Brasil (2016; obra póstuma)